# Lasioglossum pilosellum
Lasioglossum pilosellum är en biart som först beskrevs av Cockerell 1936.  Lasioglossum pilosellum ingår i släktet smalbin, och familjen vägbin. Inga underarter finns listade i Catalogue of Life.